# Bunaea zanguebarica
Bunaea zanguebarica är en fjärilsart som beskrevs av Charles Oberthür 1910. Bunaea zanguebarica ingår i släktet Bunaea och familjen påfågelsspinnare. Inga underarter finns listade i Catalogue of Life.